# Камерунское народное демократическое движение
Камерунское народное демократическое движение (англ. Cameroon People's Democratic Movement, фр. Rassemblement démocratique du Peuple Camerounais) — правящая политическая партия в Камеруне. Ранее известная как Национальный союз Камеруна, которая доминировала в политике страны с момента обретения независимости в 1960-х годах, она была переименована в 1985 году. Национальным президентом  КНДД является Поль Бийя, президент Камеруна, а генеральным секретарем Центрального комитета партии является Жан Нкуэте.

## История

### Камерунский национальный союз
Камерунский национальный союз (фр. Union nationale camérounaise) был образован в 1966 году в результате слияния Союза Камеруна (фр. Union Camerounaise) и Камерунской национально-демократической партии (англ. Kamerun National Democratic Party), основных политических организаций, соответственно, западного и восточного Камеруна, и четырех более мелких партий. В течение следующей четверти века эти партии и правительство фактически были единым целым. КНС спонсировал рабочие, молодежные и женские организации и предоставил единственный список кандидатов на выборах в законодательные органы 1973, 1978 и 1983 годов.
В 1966 году Ахмаду Ахиджо стал первым главой КНС, он продолжил работу на этом посту и после отставки с поста президента страны в 1982 году. После принятия президентом Полем Бийей полномочий в августе 1983 года, Ахиджо, тогда находившийся во Франции, покинул пост лидера партии. Впоследствии Бийю избрали главой партии на специальном партийном съезде в сентябре того же года.

### Камерунское народное демократическое движение
В 1985 году "Камерунский национальный союз" сменил название на "Камерунское народное демократическое движение" (фр. Rassemblement Démocratique du Peuple Camerounais). Оппозиционные партии в Камеруне были легализованы в 1990 году.
КНДД получила 88 из 180 мест в Национальном собрании Камеруна на парламентских выборах в марте 1992 года, а благодаря альянсу с Движением за оборону Республики, которое получило шесть мест, она получила парламентское большинство. Впоследствии Бийя победил на президентских выборах в октябре 1992 года, набрав около 40% голосов, опередив Джона Фру Нди из Социал-демократического фронта, который набрал около 36%. КНДД получила 116 из 180 мест на парламентских выборах в мае 1997 года (первоначально она получила 109 мест, но впоследствии победила в трех избирательных округах, где выборы проводились повторно в августе, получив еще семь мест), а на президентских выборах в октябре 1997 года Бийя получил 92,6% голосов на фоне бойкота оппозиции.

### Политическая оппозиция и альянсы в 2000-х
Социал-демократический фронт и его единомышленники продолжают критиковать Бийю, но также критикуют Францию, которую они называют «пособницей тех, кто у власти». Однако в 2000 году альянс, как сообщается, разваливался, поскольку СДФ стремились дистанцироваться от Южного национального совета Камеруна. А он, по-видимому, обвинял СДФ в задержке независимости северо-западных и юго-западных англоязычных провинций, отказываясь заставить своих англоговорящих членов парламента уйти в отставку из Национального собрания, в которой преобладают франкофоны. Более того, некоторые члены оппозиции хотели, чтобы лидеры их партий присоединились к коалиционному правительству Бийи, чтобы они могли разделить власть.
К 2000 году Бийя укрепил свое правительство, сформировав коалицию с базирующейся на севере партией Национального союза за демократию и прогресс, у которой было 13 мест в Национальном собрании, и с Демократическим союзом Камеруна, у которой было одно место. Вместе правящая коалиция дала Бийе большинство в 4/5. Коалиционное правительство получило поддержку семи из 10 провинций Камеруна и, таким образом, обеспечило альянс севера и юга бывшего президента Ахиджо, который он создал в 1958 году.

### С 2002 года
На парламентских выборах, состоявшихся 30 июня 2002 года, партия получила 149 из 180 мест, включая 16 мест, полученных в ходе повторного голосования 15 сентября в округах, где выборы были признаны недействительными. На президентских выборах, состоявшихся 11 октября 2004 года, Бийя получил 70,9% голосов.
КНДД выиграли 140 из 163 первоначально заявленных мест на парламентских выборах в июле 2007 года и выиграли еще 13 мест (из 17 возможных) в избирательных округах, где голосование проводилось повторно в сентябре, таким образом, выиграв в общей сложности 153 места.

## Конгрессы
Партия провела свой первый очередной съезд 28 июня 1990 года в Яунде, на котором Бийя сказал партии готовиться к конкуренции, поскольку движение к многопартийной демократии начиналось. Первый внеочередной съезд КНДД состоялся в Яунде 7 октября 1995 года, а второй очередной съезд — 17–19 декабря 1996 года. Партия провела свой второй внеочередной съезд 7 июля 2001 года и третий внеочередной съезд — 21 июля 2006 года в Яунде. Бийя последовательно переизбирался на пост национального президента КНДД.

## Выборы

### Президентские выборы
| Выборы | Кандидат от партии | Голоса    | %      | Результат |
| ------ | ------------------ | --------- | ------ | --------- |
| 1970   | Ахмаду Ахиджо      | 3,478,942 | 100%   | Избран    |
| 1975   | Ахмаду Ахиджо      | 3,483,165 | 100%   | Избран    |
| 1980   | Ахмаду Ахиджо      | 3,329,145 | 100%   | Избран    |
| 1984   | Поль Бийя          | 3,878,138 | 100%   | Избран    |
| 1988   | Поль Бийя          | 3,321,872 | 100%   | Избран    |
| 1992   | Поль Бийя          | 1,185,466 | 40.0%  | Избран    |
| 1997   | Поль Бийя          | 3,167,820 | 92.57% | Избран    |
| 2004   | Поль Бийя          | 2,665,359 | 70.92% | Избран    |
| 2011   | Поль Бийя          | 3,772,527 | 77.99% | Избран    |
| 2018   | Поль Бийя          | 2,521,934 | 71.28% | Избран    |

### Выборы в Национальное собрание
| Выборы | Лидер партии  | Голоса    | %      | Места      | +/–  | Позиция | Исход                                        |
| ------ | ------------- | --------- | ------ | ---------- | ---- | ------- | -------------------------------------------- |
| 1970   | Ахмаду Ахиджо | 2,926,224 | 100%   | 50 из 50   | ▲ 50 | ▲ 1-е   | Единственная легальная партия                |
| 1973   | Ахмаду Ахиджо | 3,293,428 | 100%   | 120 из 120 | ▲ 70 | ▬ 1-е   | Единственная легальная партия                |
| 1978   | Ахмаду Ахиджо | 3,614,768 | 100%   | 120 из 120 | ▬    | ▬ 1-е   | Единственная легальная партия                |
| 1983   | Поль Бийя     | 3,628,469 | 100%   | 120 из 120 | ▬    | ▬ 1-е   | Единственная легальная партия                |
| 1988   | Поль Бийя     | 3,179,898 | 100%   | 180 из 180 | ▲ 70 | ▬ 1-е   | Единственная легальная партия                |
| 1992   | Поль Бийя     | 989,044   | 45.5%  | 88 из 180  | ▼ 92 | ▬ 1-е   | Правительство меньшинства                    |
| 1997   | Поль Бийя     | 1,399,751 | 48.0%  | 109 из 180 | ▲ 21 | ▬ 1-е   | Правительство большинства                    |
| 2002   | Поль Бийя     |           |        | 149 из 180 | ▲ 40 | ▬ 1-е   | Правительство квалифицированного большинства |
| 2007   | Поль Бийя     | 2,105,503 | 67.30% | 153 из 180 | ▲ 4  | ▬ 1-е   | Правительство квалифицированного большинства |
| 2013   | Поль Бийя     | 2,555,689 | 63.52% | 148 из 180 | ▼ 5  | ▬ 1-е   | Правительство квалифицированного большинства |
| 2020   | Поль Бийя     |           |        | 139 из 180 | ▼ 9  | ▬ 1-е   | Правительство квалифицированного большинства |